# Elio De Angelis
Elio De Angelis (Roma, 26 de marzo de 1957-Marsella, 15 de mayo de 1986) fue un piloto de automovilismo italiano. Participó en Fórmula 1 durante las temporadas de 1979 a 1986, habiendo representado a las escuderías Shadow, Lotus y Brabham. Logró dos victorias y nueve podios en 108 carreras.

## Carrera deportiva
Su padre Guido fue cinco veces campeón del mundo de lanchas de velocidad. Elio decidió renunciar a una carrera de concertista de piano para dedicarse a las carreras. Fue campeón de Italia 1974 de kart en C2 100 cc y subcampeón del mundo de kart en 100 cc 1975. Luego fue campeón de Fórmula 3 Italiana en 1977, ganó el Gran Premio de Mónaco de Fórmula 3 de 1978, y logró un podio en la Fórmula 2 Europea en 1978.
Debutó en la Fórmula 1 con el equipo Shadow en 1979, logrando un cuarto puesto en la última fecha en Estados Unidos. En 1980 pasó a Lotus en reemplazo del argentino Carlos Reutemann. En la segunda fecha en Brasil, estuvo a punto de convertirse en el piloto más joven en ganar un Gran Premio al terminar en un apretado segundo lugar. Luego obtuvo dos cuartos puestos en Italia y Estados Unidos, así como un sexto puesto en Austria. Por tanto, finalizó séptimo en el campeonato de pilotos.
En la temporada 1981, De Angelis puntuó en ocho de quince carreras, pero no logró ningún podio. Por tanto, se colocó octavo en la clasificador final. En la temporada 1982, logró su primer triunfo en Austria, siendo la última que presenció Colin Chapman, dueño del equipo Lotus, quien sufriría un infarto cardíaco a fines de año. El italiano puntuó además en otras seis carreras, de modo que se ubicó noveno en la tabla general.
De Angelis padeció numerosos abandonos por falla mecánica en la temporada 1983, logrando un quinto puesto en Italia como único resultado puntuable.
En la temporada 1984, De Angelis logró cuatro podios y 11 resultados puntuables en 16 carreras. Por tanto, finalizó tercero en el campeonato de pilotos, aunque lejos de los pilotos de McLaren, Niki Lauda y Alain Prost. En 1985, consiguió su segunda victoria en la máxima categoría en San Marino, carrera en la que solamente terminaron 5 pilotos. En tanto, fue tercero en Brasil y Mónaco, a la vez que puntuó en 11 de 16 carreras. De este modo, acabó quinto en el campeonato, quedando por detrás de su compañero de equipo Ayrton Senna.
Dado que Lotus priorizaba a Senna, De Angelis dejó el equipo para la temporada 1986, siendo contratado por Brabham. 

## Muerte
El sábado 14 de mayo de 1986 durante pruebas libres privadas en el circuito Paul Ricard en Le Castellet, el alerón trasero del BT55 de De Angelis se desprendió a alta velocidad, lo que provocó que el auto perdiera carga aerodinámica (downforce), en las ruedas traseras, lo que ocasionó una voltereta lateral sobre una barrera del circuito y llevó a que el auto se incendiara. El impacto en sí no mató a De Angelis, pero éste no pudo salir del vehículo sin ayuda. La situación se vio agravada por la falta de comisarios de pista en el circuito que podrían haberle proporcionado asistencia de emergencia. Varios pilotos, incluidos Alan Jones, Alain Prost y Nigel Mansell, se detuvieron para tratar de sacar de la cabina al piloto italiano a pesar de las llamas. Se produjo un retraso de 30 minutos antes de que llegara un helicóptero y De Angelis murió 29 horas después, en el hospital de La Timone en Marsella al que había sido trasladado, por inhalación de humo. Sus lesiones reales por impacto de choque fueron solo una clavícula fracturada y quemaduras leves en la espalda.
Su reemplazo por el resto de esa temporada fue Derek Warwick (Inglaterra) que no pudo competir para el equipo Lotus Renault en dicha temporada.
De Angelis utilizaba un casco Simpson Bandit blanco con líneas negras y rojas. Dicho diseño fue utilizado por Jean Alesi luego de su muerte, a modo de homenaje, aunque con una ligera modificación en la parte superior.

## Resumen de carrera
| Temporada | Categoría                                 | Equipo                         | Carreras | Victorias | Poles | VR | Podios | Puntos | Pos. |
| --------- | ----------------------------------------- | ------------------------------ | -------- | --------- | ----- | -- | ------ | ------ | ---- |
| 1977      | Campeonato de Fórmula 3 Europea de la FIA | Valtellina Racing              | 14       | 1         | 2     | 4  | 1      | 18     | 7.º  |
| 1978      | Campeonato Europeo de Fórmula Dos         | Chevron Racing                 | 12       | 0         | 0     | 0  | 0      | 4      | 14.º |
| 1979      | Fórmula 1                                 | Interscope Shadow Racing Team  | 14       | 0         | 0     | 0  | 0      | 3      | 15.º |
| 1979      | BMW M1 Procar Championship                | BMW Italia                     | 4        | 1         | 0     | 0  | 1      | 20     | 13.º |
| 1980      | Fórmula 1                                 | Team Essex Lotus               | 14       | 0         | 0     | 0  | 1      | 13     | 7.º  |
| 1981      | Fórmula 1                                 | Team Essex Lotus               | 5        | 0         | 0     | 0  | 0      | 14     | 8.º  |
| 1981      | Fórmula 1                                 | John Player Team Lotus         | 9        | 0         | 0     | 0  | 0      | 14     | 8.º  |
| 1982      | Fórmula 1                                 | John Player Team Lotus         | 15       | 1         | 0     | 0  | 1      | 23     | 9.º  |
| 1983      | Fórmula 1                                 | John Player Team Lotus         | 15       | 0         | 1     | 0  | 0      | 2      | 17.º |
| 1984      | Fórmula 1                                 | John Player Team Lotus         | 16       | 0         | 1     | 0  | 4      | 34     | 3.º  |
| 1985      | Fórmula 1                                 | John Player Special Team Lotus | 16       | 1         | 1     | 0  | 3      | 33     | 5.º  |
| 1986      | Fórmula 1                                 | Motor Racing Developments      | 4        | 0         | 0     | 0  | 0      | 0      | NC   |
| Fuente:   |                                           |                                |          |           |       |    |        |        |      |

## Resultados

### Fórmula 1
(Clave) (negrita indica pole position) (cursiva indica vuelta rápida)

| Año     | Escudería                      | 1       | 2       | 3       | 4       | 5       | 6       | 7       | 8       | 9       | 10      | 11      | 12      | 13      | 14      | 15      | 16      | Pos. | Puntos |
| ------- | ------------------------------ | ------- | ------- | ------- | ------- | ------- | ------- | ------- | ------- | ------- | ------- | ------- | ------- | ------- | ------- | ------- | ------- | ---- | ------ |
| 1979    | Interscope Shadow Racing Team  | ARG 7   | BRA 12  | RSA Ret | USW 7   | ESP Ret | BEL Ret | MON DNQ | FRA 16  | GBR 12  | GER 11  | AUT Ret | NED Ret | ITA Ret | CAN Ret | USA 4   |         | 15.º | 3      |
| 1980    | Team Essex Lotus               | ARG Ret | BRA 2   | RSA Ret | USW Ret | BEL 10  | MON 9   | FRA Ret | GBR Ret | GER 16  | AUT 6   | NED Ret | ITA 4   | CAN 10  | USA 4   |         |         | 7.º  | 13     |
| 1981    | Team Essex Lotus               | USW Ret | BRA 5   | ARG 6   | SMR WD  |         |         |         |         |         |         |         |         |         |         |         |         | 8.º  | 14     |
| 1981    | John Player Team Lotus         |         |         |         |         | BEL 5   | MON Ret | ESP 5   | FRA 6   | GBR DSQ | GER 7   | AUT 7   | NED 5   | ITA 4   | CAN 6   | LVG Ret |         | 8.º  | 14     |
| 1982    | John Player Team Lotus         | RSA 8   | BRA Ret | USW 5   | SMR     | BEL 4   | MON 5   | USE Ret | CAN 4   | NED Ret | GBR 4   | FRA Ret | GER Ret | AUT 1   | SUI 6   | ITA Ret | LVG Ret | 9.º  | 23     |
| 1983    | John Player Team Lotus         | BRA DSQ | USW Ret | FRA Ret | SMR Ret | MON Ret | BEL 9   | USE Ret | CAN Ret | GBR Ret | GER Ret | AUT Ret | NED Ret | ITA 5   | EUR Ret | RSA Ret |         | 17.º | 2      |
| 1984    | John Player Team Lotus         | BRA 3   | RSA 7   | BEL 5   | SMR 3   | FRA 5   | MON 5~  | CAN 4   | USE 2   | USA 3   | GBR 4   | GER Ret | AUT Ret | NED 4   | ITA Ret | EUR Ret | POR 5   | 3.º  | 34     |
| 1985    | John Player Special Team Lotus | BRA 3   | POR 4   | SMR 1   | MON 3   | CAN 5   | USE 5   | FRA 5   | GBR NC  | GER Ret | AUT 5   | NED 5   | ITA 6   | BEL Ret | EUR 5   | RSA Ret | AUS DSQ | 5.º  | 33     |
| 1986    | Motor Racing Developments      | BRA 8   | ESP Ret | SMR Ret | MON Ret | BEL     | CAN     | USE     | FRA     | GBR     | GER     | HUN     | AUT     | ITA     | POR     | MEX     | AUS     | NC   | 0      |
| Fuente: |                                |         |         |         |         |         |         |         |         |         |         |         |         |         |         |         |         |      |        |